# Petite rivière Missisquoi Nord
Pour les articles homonymes, voir Missisquoi.
La Petite rivière Missisquoi Nord est un cours d'eau tributaire de la rivière Missisquoi Nord, dans la région administrative de l'Estrie, dans la province de Québec, au Canada. Ce cours d'eau traverse le territoire des municipalités de :
- Bolton-Ouest, dans la MRC de Brome-Missisquoi ;
- Saint-Étienne-de-Bolton, dans la MRC de Memphrémagog.

## Géographie
La Petite rivière Missisquoi Nord prend sa source à l'embouchure d'un petit lac non identifié (longueur : 0,2 km ; altitude : 498 m) situé du côté ouest du chemin Summit dans la partie est de la municipalité de Bolton-Ouest, presque à la limite de Saint-Étienne-de-Bolton. Ce lac est situé à 0,5 km au sud du sommet du Mont Saint-Étienne (altitude : 556 m).
À partir de ce lac de tête, le cours de la Petite rivière Missisquoi Nord coule sur 13,2 km, avec une dénivellation de 258 m :
- 2,5 km vers le nord surtout dans Bolton-Ouest en formant d'abord une boucle vers l'est (laquelle est dans Saint-Étienne-de-Bolton) où la rivière coupe le chemin Summit et le chemin Vincent-Ferrier-Clair, puis traverse un petit lac avant de couper à nouveau le chemin Summit, jusqu'au chemin Moutain ;
- 2,6 km vers l'est en formant d'abord un crochet vers le nord pour recueillir un ruisseau (venant du nord-ouest) et un autre ruisseau (venant du sud-ouest), jusqu'au chemin du rang de la Montagne ;
- 0,7 km vers le nord-est en coupant le chemin de Bolton Centre et en passant du côté sud-est du village de Saint-Étienne-de-Bolton, jusqu'à un coude de rivière situé du côté sud de la rue Cloutier, lequel correspond à la décharge d'un ruisseau (venant du nord) ;
- 4,4 km vers le sud-est en longeant plus ou moins le chemin de Bolton Centre et en coupant le chemin du 1er rang, en recueillant trois ruisseaux (venant chacun du sud-ouest) et un ruisseau (venant du nord-est) et en traversant l'Étang Gras (longueur : 0,24 km ; altitude : 242 m) jusqu'à son embouchure ;
- 3,0 km vers le sud en longeant le côté est du chemin de Bolton Centre et en courbant vers le sud-est, puis vers le sud, jusqu'à son embouchure[1].

La "Petite rivière Missisquoi Nord" se déverse sur la rive ouest de la rivière Missisquoi Nord, soit juste au nord du village de Bolton Centre. À partir de cette confluence, le courant descend sur km en suivant le cours de la rivière Missisquoi Nord ; sur km, par la rivière Missisquoi ; sur km, en traversant le lac Champlain ; et sur 124 km par la rivière Richelieu.

## Toponymie
Le toponyme "Petite rivière Missisquoi Nord" a été officialisé le 5 décembre 2013 à la Commission de toponymie du Québec.